# 藤田耕司
藤田 耕司（ふじた こうじ、1958年 - ）は、日本の言語学者。京都大学名誉教授。Biolinguistics編集委員International Network in Biolinguisticsメンバー。

## 人物
1980年大阪外国語大学卒業、1982年同大学院修士課程修了。大阪府立大学助手・講師、大阪大学言語文化部講師・助教授、マサチューセッツ工科大学言語学・哲学科客員研究員、1998年京都大学総合人間学部助教授、2007年同大准教授を経て、2008年から2023年まで同大教授。
専門は生成文法・生物言語学・進化言語学。言語の起源・進化、特に回帰的統語演算能力の進化に関する論文など多数。
好きな食べ物はメロンパン。モデルガンの収集を趣味とする。ハードロックやヘヴィメタルなどのロックミュージックにも造詣が深い。

## 共編著
- 『語彙範疇（I）動詞』松本マスミ共著 研究社 英語学モノグラフシリーズ 2005
- 『最新言語理論を英語教育に活用する』松本マスミ、児玉一宏、谷口一美共編 開拓社 2012
- 『進化言語学の構築 新しい人間科学を目指して』岡ノ谷一夫共編 ひつじ書房 2012
- 『言語の設計・発達・進化 生物言語学探究』福井直樹、遊佐典昭、池内正幸共編 開拓社 2014
- 『ことばの本質に迫る理論言語学』畠山雄二編 岸本秀樹、谷口一美、本田謙介、田中江扶共著 くろしお出版 2014
- 『日英対照文法と語彙への統合的アプローチ 生成文法・認知言語学と日本語学』西村義樹共編 開拓社 2016
- 『Advances in Biolinguistics: The Human Language Faculty and Its Biological Basis』Cedric A. Boeckx共著 Routledge 2016
- 『言語進化学の未来を共創する』岡ノ谷一夫共編 ひつじ書房 2022